# Maury Buford
Maury Buford é um ex-jogador profissional de futebol americano estadunidense.

## Carreira
Maury Buford foi campeão da temporada de 1985 da National Football League jogando pelo Chicago Bears.